# Prix Pierre Van Troyen
Prix Pierre Van Troyen är ett årligt travlopp för 4 och 5-åriga varmblodiga travhästar som körs på Vincennesbanan utanför Paris i Frankrike varje år i slutet av oktober. Det är ett Grupp 3-lopp, det vill säga ett lopp av tredje högsta internationella klass. Förstapris är 36 000 euro. Loppet körs över distansen 2700 meter.

## Vinnare
| År   | Häst               | Far                | Kusk                  | Tränare                 | Tid/km |
| ---- | ------------------ | ------------------ | --------------------- | ----------------------- | ------ |
| 2024 | Joumba de Guez     | Carat Williams     | Jean-Michel Bazire    | Jean-Michel Bazire      | 1'11"7 |
| 2023 | Inato Piérji       | Uniclove           | David Bekaert         | Alexandre Bonnefoy      | 1'14"1 |
| 2022 | Haziella d'Amour   | Un Amour d'Haufor  | Alexandre Abrivard    | Laurent-Claude Abrivard | 1'13"0 |
| 2021 | Hussard du Landret | Bird Parker        | Benoît Robin          | Benoît Robin            | 1'13"4 |
| 2020 | Feydeau Seven      | Redeo Josselyn     | Nicolas Bazire        | Jean-Michel Bazire      | 1'12"4 |
| 2019 | Fashion Queen      | Ready Cash         | Éric Raffin           | Philippe Allaire        | 1'14"4 |
| 2018 | Dayana Berry       | Scipion du Goutier | Jean-Michel Bazire    | Jean-Michel Bazire      | 1'14"1 |
| 2017 | Cathy A Quira      | Password           | Jean-Philippe Monclin | Jarmo Niskanen          | 1'13"4 |
| 2016 | Cere Josselyn      | Kaisy Dream        | David Thomain         | Thierry Duvaldestin     | 1'14"4 |